# Vítor Campelos
Vítor Fernando de Carvalho Campelos dit Vítor Campelos, né le 11 mai 1975 à Guimarães (Portugal), est un entraîneur portugais de football.

## Biographie
Passionné de football, c'est sur le terrain, en tant que joueur, qu'il commence sa carrière. Cependant, sa passion pour l'entraînement le convainc rapidement et obtient par la suite une licence en sciences de l'éducation physique et du sport à l'ISMAI, à Maia, près de Porto. Il commence sa carrière en dehors des terrains, en tant que préparateur physique au GD Serzedelo en 2000, puis au GD Ribeirão en 2002. Dans le même rôle, il passe dans d'autres clubs du pays, notamment au FC Paços de Ferreira, au Moreirense FC ou encore à l'UD Leiria où il découvre pour la première fois une compétition européenne à travers la Coupe Intertoto en 2005.

### Carrière d'entraîneur
Campelos commence sa carrière dans l'équipe de José Manuel Gomes au FC Paços de Ferreira et au Leixões SC. De 2007 à 2013, Campelos travaille comme adjoint de son compatriote Toni au Ettifaq FC en Arabie saoudite, au Sharjah FC aux Émirats arabes unis, au Ittihad FC en Arabie Saoudite et au Tractor Club en Iran. En 2013, il obtient son premier poste de manager à part entière, au sein de l'équipe réserve du Fehérvár FC de Hongrie, en troisième division.
Le 19 janvier 2015, Campelos est nommé au CD Trofense, en deuxième division portugaise; l'équipe était dernière après 23 matchs. Pour son premier match en tant que manager professionnel, six jours plus tard, il perd 2-0 à domicile contre le Benfica B.
Après la relégation du club, Campelos rejoint en juin 2015 l'équipe de sa ville natale, le Vitória SC B. Il la quitte en mai 2018, après l'avoir maintenue en deuxième division lors de chacune de ses trois saisons, avec une 13e et deux 11e place. Il dirige l'équipe première par intérim après la démission de Pedro Martins, perdant 3-2 au CS Marítimo lors de son seul match, le 24 février 2018.
En mai 2019, Campelos est nommé manager du club de Primeira Liga, Moreirense FC, en remplacement d'Ivo Vieira, qu'il quitte d'un commun accord, le 16 décembre.
Le 15 janvier 2020, Campelos retourne en Ligue professionnelle saoudienne en signant à Al-Taawoun, en remplacement de son compatriote portugais Paulo Sérgio. Il perd son poste à la fin du mois d'août, avec six défaites consécutives sur un record de trois victoires en 15.
Campelos retourne en deuxième division portugaise le 11 février 2021, succédant à Carlos Pinto au GD Chaves, alors cinquième au classement. En 2021-2022, il remporte le titre de manager du mois de la Ligue en décembre, janvier et avril. Alors que l'équipe terminait troisième, il permet à son équipe de revenir en première division, après trois ans d'absence, avec une victoire 2-1 en cumulé sur son ancien club, le Moreirense, lors des barrages de promotion/relégation.